# 양산 용화사 아미타불회도
양산 용화사 아미타불회도(梁山 龍華寺 阿彌陀後佛會圖)는 대한민국 경상남도 양산시, 용화사에 있는 조선시대의 불화이다. 2014년 1월 23일 경상남도 유형문화재 제547호로 지정되었다.
이 작품은 1849년 금어 금암당천여(錦庵堂天如)를 비롯해 응월당선화(應月堂善和) 채종(彩宗) 두성(斗成) 완기(阮玘) 등 5인이 참여해 제작한 것이다
선정인을 한 아미타를 중심으로 주변의 권속들이 정연하게 배열되고, 주존의 전면에 보살 대신 제자를 배치한 점과 당시 성행한 염불위주의 정토신앙과 함께 크게 유행한 아미타구품회의 신앙적 면모를 반영한 점은 주목할 만하다.
불보살 및 8대제자상의 섬세한 묘사와 문양 장식은 학술적 가치가 크다.

## 참고 자료
- 양산 용화사 아미타불회도 - 국가유산청 국가유산포털